# Bila Krynytsia (oblast de Jytomyr)
Bila Krynytsia (en ukrainien : Біла Криниця) ou Belaïa Krinitsa (en russe : Белая Криница ; en polonais : Biała Krynica) est une commune urbaine de l'oblast de Jytomyr, en Ukraine. Sa population s'élevait à 871 habitants en 2017.

## Géographie
Bila Krynytsia est arrosée par la rivière Teteriv, un affluent du Dniepr, et se trouve à 21 km au sud-est de Malyn, à 70 km au nord-est de Jytomyr et à 70 km à l'ouest-nord-ouest de Kiev.

## Histoire
La fondation de Bila Krynytsia remonte à l'année 1603. Elle a le statut de commune urbaine depuis 1938.
Dans les environs de Bila Krynytsia se trouve une carrière de sable, qui est employé pour la production de verre dans une usine située dans la commune.

## Population
Recensements (*) ou estimations de la population :
| 1959* | 1970* | 1979* | 1989* | 2001* |
| ----- | ----- | ----- | ----- | ----- |
| 1 473 | 1 412 | 1 380 | 1 312 | 1 077 |

| 2013 | 2014 | 2015 | 2016 | 2017 |
| ---- | ---- | ---- | ---- | ---- |
| 913  | 910  | 902  | 886  | 871  |

## Transports
Bila Krynytsia se trouve à 158 km de Jytomyr par le chemin de fer et à 100 km par la route. La gare ferroviaire la plus proche se trouve à Teteriv, à 11 km au nord-est. Le centre administratif du raïon de Radomychl dont dépend Bila Krynytsia se trouve à 32 km par la route.